# موسیقی مقامی آذربایجانی
موسیقی مقامی یا موسیقی مقام (ترکی آذربایجانی: Muğam; مقام) نوعی از موسیقی عامیانه و فولکلور در موسیقی آذربایجانی است. موسیقی مقامی آذربایجانی به موازات موسیقی موسیقی دستگاهی ایرانی، موسیقی مقامی عربی و ترکی است. امّا بیشتر از همه از حیث مایه‌ها، گوشه‌ها و شعبات با موسیقی مقامی عراقی و به عقیدهٔ ژان دورینگ نزدیک‌ترین سنت به موسیقی دستگاهی ایرانی است؛ مثلاً دستگاه شور در هر دو سنت مقامی مهم است و در هر دو به شکل مشابه گسترش می‌یابد.
یونسکو در سال ۲۰۰۸موسیقی مقامی آذربایجانی را در میراث معنوی فرهنگی بشر ثبت کرد.
همچنین فضاپیمای کاوشگر ویجر ۱ نیز قطعه‌ای از موسیقی مقام به زبان ترکی آذربایجانی را برای پخش در فضا انتخاب کرده‌است.

## مقام‌ها

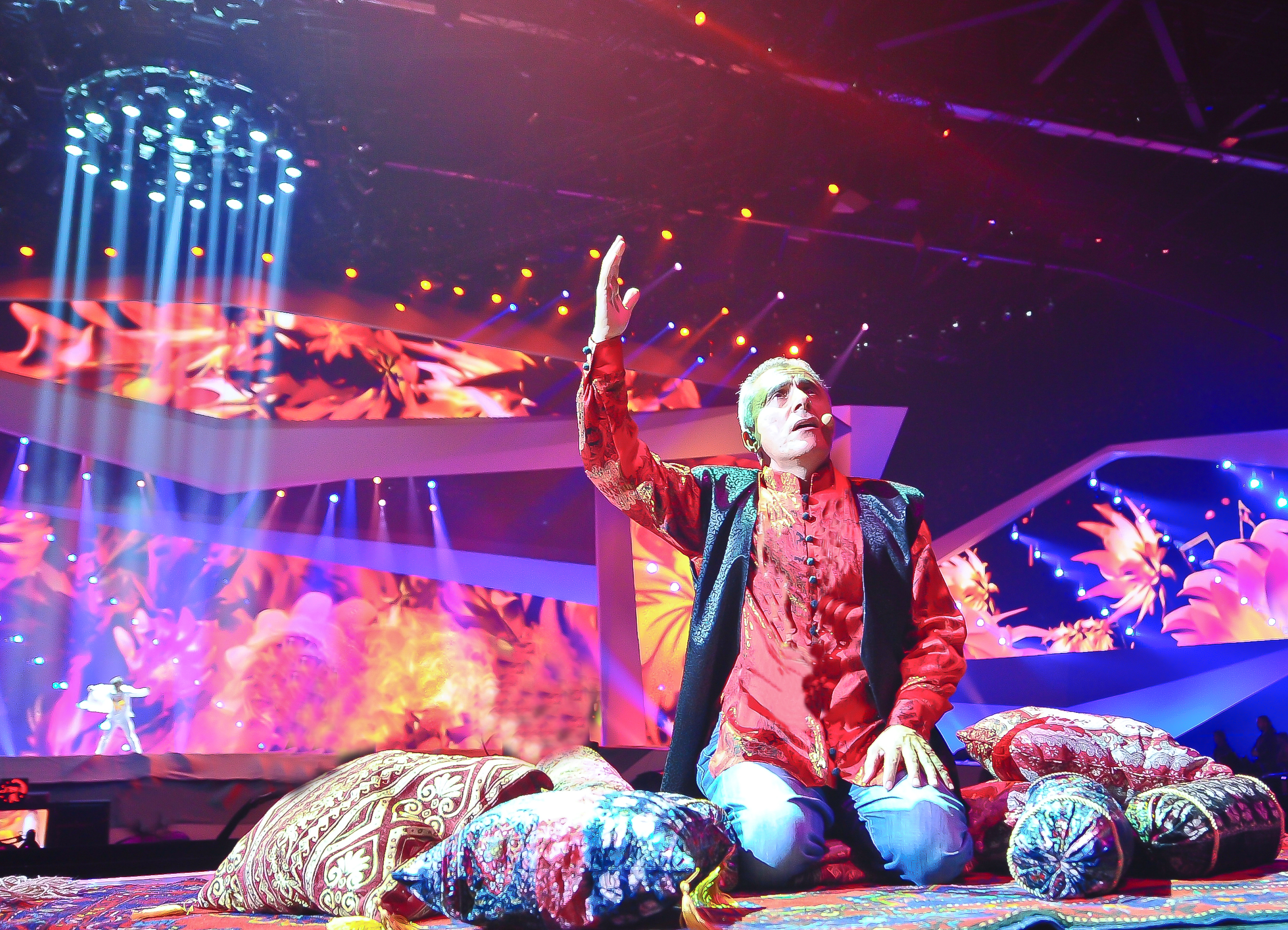
عالم قاسموف در حال اجرای موسیقی مقامی آذربایجانی در مسابقات یوروویژن

در سال‌های اخیر، موسیقی مقامی آذربایجانی، خود را در سنت‌های شفاهی-سازی نشان داده‌است. این سنت در قالب هفت مقام اصلی دسته‌بندی شده‌است. این هفت مقام عبارتند از :راست، سه‌گاه، شور (این سه بسیار رایج‌ترند)، شوشتر، بیات شیراز، چهارگاه، همایون و سه مقام جنبی سارنج، شهناز و نوع دیگری از چهارگاه. هر مقام با گامی سازمان‌یافته و با معنا و احساسات زنده همراه است، که در قالب مایه اجرا می‌شوند.
مقام‌های ضربی ۹ عدد هستند. حیرتی، ارسباری، سماعِ شمس، منصوریه، مانی، اوشاری، حیدری، شکستهٔ قره‌باغ، شکستهٔ قسمه.